# Hanley Falls, Minnesota
Hanley Falls là một thành phố thuộc quận Yellow Medicine, tiểu bang Minnesota, Hoa Kỳ. Năm 2010, dân số của thành phố này là 304 người.

## Dân số
- Dân số năm 2000: 323 người.
- Dân số năm 2010: 304 người.